# Ritchie Blackmore
Richard Hugh Blackmore (sinh ngày 14 tháng 4 năm 1945) là một nghệ sĩ guitar và nhạc sĩ người Anh. Ông là thành viên sáng lập của Deep Purple vào năm 1968, chơi nhạc hard rock theo lối jam kết hợp giữa những câu guitar riff và tiếng organ. Ông sở hữu tố chất thượng thừa qua việc tạo ra những câu guitar riff và những khúc solo mang âm hưởng cổ điển.
Trong sự nghiệp solo của mình, Blackmore đã thành lập ban nhạc hard rock Rainbow, kết hợp ảnh hưởng của âm nhạc baroque và các yếu tố của hard rock. Rainbow dần chuyển sang phong cách pop hơi hướng mainstream bắt tai. Sau đó, ông thành lập dự án folk rock truyền thống Blackmore's Night cùng với người vợ hiện tại Candice Night, chuyển sang âm thanh lấy giọng ca làm trung tâm.
Dưới tư cách thành viên của Deep Purple, Blackmore được ghi danh vào Đại sảnh Danh vọng Rock and Roll vào tháng 4 năm 2016. Ông được các ấn phẩm như Guitar World và Rolling Stone xem là một trong những nghệ sĩ guitar vĩ đại nhất và giàu ảnh hưởng nhất mọi thời đại.

## Thân thế
Blackmore sinh ra tại Viện dưỡng lão Allendale ở Weston-super-Mare, Somerset, là con trai thứ hai của Lewis J. Blackmore và Violet (nhũ danh Short). Gia đình chuyển đến Heston, Middlesex, lúc Blackmore lên hai tuổi. Năm 11 tuổi ông được cha tặng cây đàn guitar đầu tiên kèm một số điều kiện nhất định, bao gồm cả việc học cách chơi đàn đúng cách, vì vậy ông đã học guitar cổ điển trong một năm.
Trong một cuộc phỏng vấn với tạp chí Sounds vào năm 1979, Blackmore cho biết ông bắt đầu chơi guitar vì muốn giống như nhạc công người Anh Tommy Steele, người từng chỉ nhảy và chơi đàn. Blackmore ghét trường học và ghét giáo viên của mình.
Khi còn đi học, Blackmore đã tham gia các môn thể thao bao gồm cả ném lao. Ông rời trường học năm 15 tuổi và bắt đầu làm thợ máy phát thanh tập sự tại Sân bay Heathrow gần đó. Ông học guitar điện từ nghệ sĩ guitar Big Jim Sullivan.

## Sự nghiệp

### Thập niên 1960
Năm 1960, ông bắt đầu làm nhạc công chơi thuê cho các tác phẩm âm nhạc của Joe Meek và biểu diễn trong một số ban nhạc. Ban đầu ông là thành viên của ban nhạc instrumental Outlaws, nhóm biểu diễn ở cả các bản thu âm tại phòng thu và các buổi hòa nhạc trực tiếp. Mặt khác, chủ yếu trong các bản ghi nhạc ở phòng thu, ông đã hỗ trợ ca sĩ Glenda Collins, ca sĩ nhạc pop gốc Đức Heinz (thể hiện bản hit top 10 "Just Like Eddie" và "Beating Of My Heart"), và nhiều nhân vật khác. Sau đó, chủ yếu tại các buổi hòa nhạc trực tiếp, ông hỗ trợ ca sĩ theo đuổi đề tài kinh dị Screaming Lord Sutch, ca sĩ nhạc beat Neil Christian và nhiều người khác.
Blackmore gia nhập ban nhạc chuẩn bị đổi tên là Roundabout vào cuối năm 1967 sau khi nhận được lời mời từ Chris Curtis. Curtis là người khởi xướng ý tưởng về ban nhạc, nhưng bị khai trừ trước khi ban nhạc được thành lập hoàn chỉnh. Sau khi đội hình của Roundabout hoàn tất vào tháng 4 năm 1968, Blackmore được ghi nhận là người đề xuất cái tên mới Deep Purple, vì đây là bài hát yêu thích của bà ông. Âm thanh ban đầu của Deep Purple nghiêng về nhạc psychedelic và progressive rock  nhưng cũng chứa bản cover của các bài hát pop thập niên 1960. Đội hình "Mark One" này có góp mặt ca sĩ Rod Evans và nghệ sĩ bass Nick Simper kéo dài đến giữa năm 1969 và cho ra đời ba album phòng thu. Trong thời kỳ này, nghệ sĩ chơi đàn organ Jon Lord dường như là thủ lĩnh của ban nhạc, và là chủ nhân phần lớn chất liệu nhạc nguyên tác của nhóm.

### Thập niên 1970

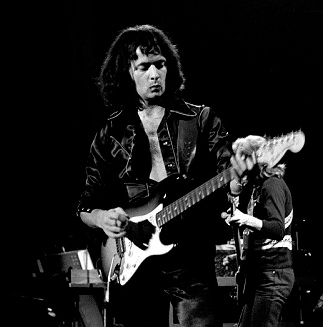
Blackmore trình diễn ở Na Uy vào năm 1977

Album phòng thu đầu tiên từ đội hình thứ hai của Purple, In Rock (1970), báo hiệu sự chuyển đổi âm thanh của ban nhạc từ progressive rock sang hard rock, sau khi Blackmore và Lord nghe album đầu tay của King Crimson. Đội hình "Mark Two" này có sự tham gia của ca sĩ nhạc rock Ian Gillan và tay bass Roger Glover kéo dài đến giữa năm 1973, cho ra đời bốn album phòng thu (hai trong số đó đạt vị trí số 1 tại Vương quốc Anh) và hai album nhạc sống. Trong thời kỳ này, các bài hát của ban nhạc chủ yếu xuất phát từ những buổi tập jam của họ, vì vậy năm thành viên cùng chia sẻ quyền sáng tác. Blackmore sau đó tuyên bố, "Tôi không quan tâm đến việc xây dựng bài hát. Tôi chỉ muốn tạo ra càng nhiều tiếng ồn càng tốt và chơi càng nhanh càng tốt."
Nghệ sĩ guitar nổi tiếng Steve Vai dành nhiều khen ngợi hơn về vai trò của Blackmore trong việc phát triển các ý tưởng bài hát : "Anh ấy có thể mang nhạc blues vào lối chơi rock không giống bất kỳ ai khác."
Đội hình Deep Purple thứ ba có sự tham gia của David Coverdale (hát chính) và Glenn Hughes chơi bass kiêm hát. Khâu sáng tác giờ đây rời rạc hơn, trái ngược với các sáng tác của ban nhạc từ thời Mark Two. Đội hình "Mark Three" này kéo dài đến giữa năm 1975 và cho ra hai album phòng thu. Blackmore rời ban nhạc để thành lập một nhóm mới tên Rainbow. Năm 1974, Blackmore học cello từ Hugh McDowell (của nhóm ELO). Sau này Blackmore chia sẻ rằng khi chơi một loại nhạc cụ khác, ông thấy rất sảng khoái bởi vì có cảm giác phiêu lưu khi không biết chính xác mình đang chơi hợp âm nào hay mình đang ở cung nào.
Blackmore tiếp tục hoạt động với Rainbow, và vào năm 1979, ban nhạc đã phát hành một album mới mang tên Down To Earth, với sự tham gia của ca sĩ nhạc r&b Graham Bonnet. Trong quá trình sáng tác bài hát, Bonnet kể rằng Blackmore đã viết giai điệu hát của mình dựa trên phần lời của tay bass Roger Glover. Album đánh dấu lối âm nhạc thượng mại của ban nhạc và sở hữu bản hit đầu tiên của họ với đĩa đơn "From You Been Gone" (do Russ Ballard chắp bút).

### Thập niên 1980

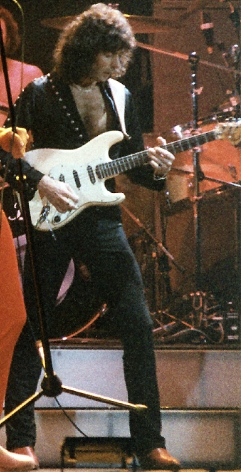
Blackmore tại San Francisco vào năm 1985

Album kế tiếp của Rainbow tiếp theo, Difficult to Cure (1981), giới thiệu giọng ca Joe Lynn Turner. Ca khúc tiêu đề instrumental trong album này là chuyển soạn bản giao hưởng số 9 của Beethoven với phần nhạc thêm. Blackmore từng nói, "Tôi thấy nhạc blues quá hạn chế, còn nhạc cổ điển thì quá kỷ luật. Tôi luôn bị mắc kẹt trong một vở nhạc kịch không có đất diễn."  Album đánh dấu làm âm thanh của ban nhạc gần với thương mại hơn với việc Blackmore mô tả vào thời điểm đó rằng họ thích ban nhạc AOR, Foreigner. Âm nhạc được chủ đích nhắm tới đài phát thanh theo phong cách AOR hơn, làm cho nhiều người hâm mộ cũ của Rainbow phần nào xa lánh. Album phòng thu tiếp theo của Rainbow là Straight Between the Eyes (1982) và chứa đĩa đơn ăn khách "Stone Cold". Tiếp theo là album Bent Out of Shape (1983), trong đó có đĩa đơn " Street of Dreams". Năm 1983, Rainbow còn được đề cử giải Grammy cho ca khúc ballad instrumental do Blackmore chấp bút "Anybody There". Rainbow tan rã vào năm 1984. Album cuối của Rainbow lúc ấy, Finyl Vinyl, được chắp ghép từ các bản thu trực tiếp và mặt B của nhiều đĩa đơn khác nhau.
Năm 1984, Blackmore gia nhập một màn tái hợp của đội hình Deep Purple "Mark Two" cũ và thu nhạc mới. Đội hình tái hợp này kéo dài tới năm 1989, cho ra đời hai album phòng thu và một album nhạc sống. Mặc dù album đầu tiên Perfect Strangers (1984) của đội tái hợp thành công trên xếp hạng, album phòng thu thứ hai The House of Blue Light (1987) không thể hiện âm thanh gần với nhạc của Rainbow và không bán chạy bằng. Phong cách nhạc của album khác hẳn so với âm thanh truyền thống của Purple, làm tách biệt Blackmore với các thành viên khác.

### Thập niên 1990
Đội hình Deep Purple tiếp tục thu một album tên là Slaves and Masters (1990), có sự tham gia của cựu giọng ca Rainbow là Joe Lynn Turner. Trong khâu sáng tác bài hát, Turner viết giai điệu cho phần hát của mình. Sau đó, đội hình "Mark Two" tái hợp lần thứ hai vào cuối năm 1992 và cho ra đời một album phòng thu The Battle Rages On.... Nhìn chung, âm thanh truyền thống của Deep Purple đã trở lại. Trong chuyến lưu diễn quảng bá kế tiếp, Blackmore bỏ ban nhạc vĩnh viễn vào tháng 11 năm 1993. Nghệ sĩ guitar trứ danh Joe Satriani được trám chỗ để hoàn thành những ngày đi tour còn lại.
Blackmore tái lập Rainbow với các thành viên mới vào năm 1994. Đội hình Rainbow này có sự góp mặt của ca sĩ hard rock Doogie White, kéo dài tới năm 1997 và cho ra một album tựa là Stranger in Us All vào năm 1995. Lúc đâu đây dự định là một album solo nhưng do công ty thu âm ép bản nhạc phải điền tên là Ritchie Blackmore's Rainbow. Mặc dù Doogie White không đặc sắc như các ca sĩ cũ của Rainbow, album mang âm thanh khác với bất kì đĩa nhạc cũ nào của Rainbow. Đây là album phòng thu thứ 8 của Rainbow, ra đời sau quãng 12 năm kể từ Bent out of Shape, và được xem là album hard rock cuối của Blackmore. Một tour diễn toàn thế giới bao gồm Nam Mỹ được khởi động. Rainbow bị giải thể một lần nữa sau diễn buổi hòa nhạc cuối vào năm 1997. Sau này Blackmore kể, "Tôi không muốn đi tour quá nhiều."
Trong nhiều năm Rainbow trải qua nhiều thay đổi nhân sự mà không hai album phòng thu nào có sự góp mặt của cùng một đội hình: Blackmore là thành viên cố định duy nhất của nhóm. Rainbow gặt hái thành công ở mức nhất định; doanh số của ban nhạc ước tính là hơn 28 triệu bản album, tính cả 4 triệu bản bán tại Mỹ.
Năm 1997 Blackmore cùng cô bạn gái Candice Night (thể hiện giọng hát) đã thành nhóm đôi folk rock truyền thống Blackmore's Night. Từ khoảng năm 1995, họ đã sẵn sàng làm album đầu tay Shadow of the Moon (1997). Blackmore một lần nữa miêu tả nét nghệ thuật của họ là "Mike Oldfield kết hợp Enya". Blackmore chủ yếu sử dụng cây acoustic guitar, để đệm cho giai điệu phần hát tinh tế của Night mà ông sáng tác. Night kể, "Khi anh ấy hát, anh hát chỉ để mình tôi nghe". Do đó cách tiếp cận nhạc của ông chuyển sang âm thanh chú trọng giọng hát. Họ thu âm chất liệu pha trộn giữa nguyên tác và cover. Phong cách nhạc của nhóm lấy cảm hứng bởi nhạc Trung cổ và pha trộn ca từ của Night về đề tài tình yêu. Đĩa nhạc thứ hai có tựa Under a Violet Moon (1999) tiếp tục theo lối folk-rock tương tự, với giọng hát của Night vẫn là điểm nổi bật trong phong cách của nhóm. Lời của bài tiêu đề một phần do Blackmore sáng tác. "Violet" là họ của mẹ ông và "Moon" là tên đệm của bà ông.

### Thập niên 2000–nay

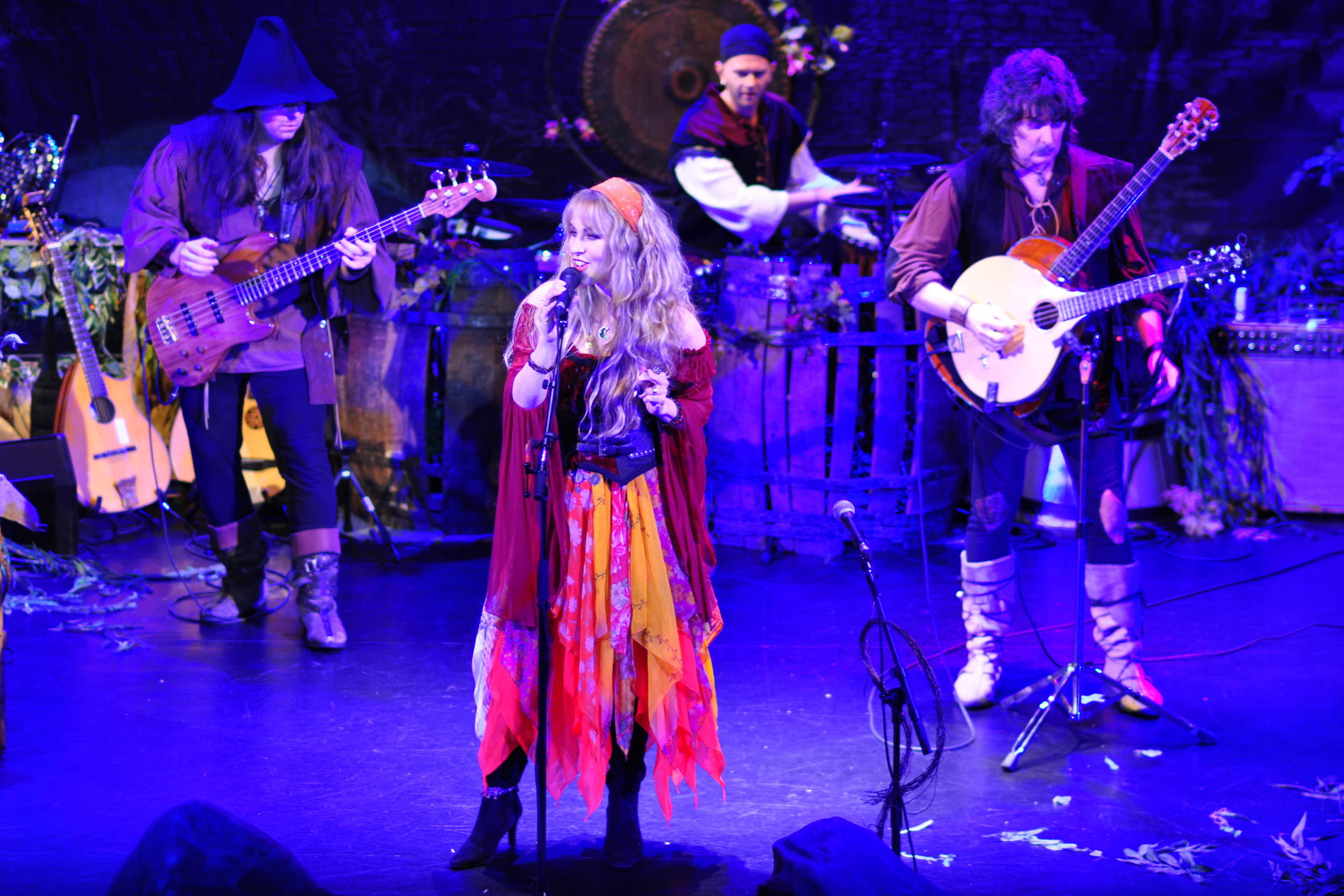
Blackmore's Night vào năm 2012.

Trong những album sau, đặc biệt là Fires at Midnight (2001) có sự xuất hiện bản cover "The Times They Are a Changin'" của Bob Dylan, đôi khi có sự kết hợp guitar điện ngày càng nhiều vào phần nhạc, vừa duy trì định hướng folk rock. Album nhạc sống Past Times with Good Company được trình làng năm 2002. Sau khi xuất xưởng album phòng thu kế tiếp, một album biên tập chính thức Beyond the Sunset: The Romantic Collection đã ra mắt năm 2004, với phần nhạc từ 4 album phòng thu. Album nghỉ lễ đề tài Giáng sinh Winter Carols đã trình làng năm 2006. Mặc dù nhiều thay đổi nhân sự, các nhạc công bè đệm có tổng cộng 26 người. Đôi khi Blackmore chơi trống trong phòng thu. Họ lựa chọn tránh các tour hòa nhạc rock điển hình, thay vào đó hạn chế lần xuất hiện tới các điểm diễn nhỏ thân mật. Năm 2011, Night chia sẻ, "Chúng tôi thật sự từ chối rất nhiều cơ hội (đi tour)." Blackmore tiếp tục viết phần giai điệu hát cho cô. Họ đã phát hành 11 album phòng thu, với đĩa mới nhất là Nature's Light vào năm 2021.
Một đội hình Rainbow tái lập đã biểu diễn ba buổi hòa nhạc ở châu Âu vào tháng 6 năm 2016 2016. Danh sách tiết mục buổi hòa nhạc gồm nhạc của cả Rainbow lẫn Deep Purple. Ban nhạc có sự tham gia của ca sĩ nhạc metal Ronnie Romero, nghệ sĩ keyboard Jens Johansson và tay bass Bob Nouveau.

## Những ảnh hưởng và gu âm nhạc
Blackmore ghi nhận âm nhạc của nghệ sĩ guitar đồng hương Eric Clapton đã giúp ông phát triển lối rung dây của riêng mình vào khoảng năm 1968 hoặc 1969.
Năm 1979, Blackmore nói: "Tôi thích nhạc đại chúng. Tôi rất thích ABBA. Nhưng có quá nhiều sự kỳ thị như, 'bạn không thể làm vậy bởi vì bạn là một ban nhạc hạng nặng', và tôi thấy điều đó thật rác rưởi. Bạn nên làm những gì bạn muốn... Tôi nghĩ nhạc cổ điển rất tốt cho tâm hồn. Rất nhiều người nói 'à, nhạc cổ điển chỉ dành cho người già' nhưng tôi [có gu nhạc] y hệt như vậy. Ở tuổi 16, tôi không muốn biết về nhạc cổ điển: tôi bị ép phải nghe nó. Nhưng giờ đây tôi cảm thấy có nghĩa vụ phải nói với bọn trẻ rằng 'hãy cho âm nhạc cổ điển một cơ hội' ... cây đàn guitar làm tôi thất vọng rất nhiều vì tôi không đủ giỏi để chơi nó, đôi khi tôi nổi điên và ủ rũ. Đôi khi tôi cảm thấy những gì mình đang làm là không đúng, theo nghĩa là toàn bộ ngành kinh doanh nhạc rock and roll đã trở thành một trò hề, giống như Billy Smart, Jr., và thứ nhạc duy nhất (mà tôi không thể chơi) là thứ nhạc cổ điển cực kỳ kỷ luật. Nhưng có một lý do mà tôi kiếm được tiền. Đó là bởi vì tôi tin vào những gì mình đang làm, vững tin làm theo cách của mình - tôi chơi cho bản thân mình trước, sau đó mới đến khán giả - tôi cố gắng cống hiến hết sức có thể cho họ. Cuối cùng, tôi chơi cho các nhạc công và ban nhạc, chứ không phải cho các nhà phê bình."

## Đời tư
Tháng 5 năm 1964, Blackmore kết hôn với Margit Volkmar (sinh năm 1945) đến từ Đức. Họ sống ở Hamburg vào cuối thập niên 1960. Con trai của họ, Jürgen (sinh năm 1964), chơi guitar trong ban nhạc lưu diễn tri ân Over the Rainbow . Sau khi ly hôn, Blackmore kết hôn với Bärbel, một cựu vũ công người Đức, vào tháng 9 năm 1969 cho đến khi họ ly hôn vào đầu những năm 1970. Do đó ông nói được tiếng Đức trôi chảy.
Vì lý do thuế, ông chuyển đến Mỹ năm 1974. Ban đầu ông sống ở Oxnard, California, với ca sĩ opera Shoshana Feinstein trong một năm. Cô ấy là người hát bè cho hai bài hát trong album đầu tiên của Rainbow. Trong giai đoạn này, anh ấy nghe rất nhiều nhạc cổ điển châu Âu sơ khai và nhạc nhẹ, trong khoảng 3/4 thời gian riêng tư của mình. Blackmore từng chia sẻ, "Thật khó để liên hệ chúng với nhạc rock. Tôi lắng nghe rất cẩn thận những giai điệu mà Bach chơi. Tôi thích âm nhạc trực tiếp, kịch tính." Sau khi quan hệ với một người phụ nữ khác tên Christine, Blackmore gặp Amy Rothman vào năm 1978, và chuyển đến Connecticut. Ông kết hôn với Rothman năm 1981, nhưng họ ly hôn vào năm 1983. Sau khi kết thúc cuộc hôn nhân, ông bắt đầu mối quan hệ với Tammi Williams. Đầu năm 1984, Blackmore gặp Williams ở Chattanooga, Tennessee, nơi cô đang làm nhân viên khách sạn. Cùng năm đó, ông mua chiếc ô tô đầu tiên sau khi học lái xe ở tuổi 39.
Blackmore và người mẫu thời trang lúc ấy Candice Night bắt đầu chung sống vào năm 1991. Họ chuyển đến quê hương Long Island của cô vào năm 1993. Sau khi đính hôn gần 15 năm, cặp đôi kết hôn vào năm 2008. Night chia sẻ, "anh ấy đang làm tôi trẻ hơn và tôi thì đang làm anh ấy già đi nhanh chóng." Con gái của họ là Autumn sinh ngày 27 tháng 5 năm 2010, và con trai Rory của họ sinh ngày 7 tháng 2 năm 2012. Blackmore là một người nghiện rượu nặng và xem truyền hình tiếng Đức trên đĩa vệ tinh của mình khi ở nhà. Ông có nhiều người bạn Đức  và một bộ sưu tập khoảng 2.000 đĩa CD nhạc Phục hưng.

## Di sản
Các độc giả của tạp chí Guitar World đã bình chọn hai khúc solo guitar của Blackmore (cả hai đều được thu âm với Deep Purple) trong số 100 khúc solo guitar hay nhất mọi thời đại - "Highway Star" xếp thứ 19 và "Lazy" xếp thứ 74. Khúc solo của ông trong bài "Child in Time" đã được xếp hạng 16 trong cuộc bình chọn Top 100 khúc solo guitar hay nhất mọi thời đại từ độc giả của tạp chí Guitarist năm 1998. Ngày 8 tháng 4 năm 2016, ông được ghi danh vào Đại sảnh Danh vọng Rock and Roll với tư cách là một trong những thành viên đầu tiên của Deep Purple; song ông đã không tham dự buổi lễ ghi danh.
Năm 1993, chuyên gia âm nhạc học Robert Walser đã định nghĩa ông là "nhạc công quan trọng nhất của dòng nhạc pha trộn metal/cổ điển mới nổi". Ông được xem là tiền nhân của cái gọi là "guitar shredder" nổi lên vào giữa thập niên 1980.
Blackmore được xem là người ảnh hưởng tới các nghệ sĩ guitar Fredrik Åkesson, Brett Garsed, Janick Gers, Paul Gilbert, Craig Goldy, Scott Henderson, Dave Meniketti, Randy Rhoads, Michael Romeo, Wolf Hoffmann, Lita Ford, Brian May, và Yngwie Malmsteen.
Ông được hóa thân bởi diễn viên Mathew Baynton trong bộ phim Telstar vào năm 2009.

## Danh sách đĩa nhạc
| - 1963 The Outlaws – "The Return of the Outlaws" b/w "Texan Spiritual" (đĩa đơn) - 1963 The Outlaws – "That Set The Wild West Free b/w "Hobo"" (đĩa đơn) - 1963 The Outlaws – "Law And Order" b/w "Doo Dah Day" (đĩa đơn) - 1963 Michael Cox – "Don't You Break My Heart" b/w "Hark Is That A Cannon I Hear" (đĩa đơn) - 1963 Michael Cox – "Gee What A Party" b/w "Say That Again" (đĩa đơn) - 1963 Glenda Collins – "I Feel So Good" (mặt B của đĩa đơn) - 1963 Glenda Collins – "If You Gotta Pick A Baby" b/w "In The First place" (đĩa đơn) - 1963 Heinz – "Dreams Do Come True" b/w "Been Invited to a Party" (đĩa đơn) - 1963 Heinz – "Just Like Eddie" b/w "Don't You Knock at My Door" (đĩa đơn) - 1963 Heinz – Tribute To Eddie ("Tribute To Eddie"; "Hush – A- Bye – Baby"; "Summertime Blues"; "Come on And Dance"; "20 Flight Rock"; "I Remember") - 1963 Heinz – Heinz (EP: "I Get Up In The Morning"; "Talkin' Like A Man"; "That Lucky Old Sun"; "Lonely River") - 1963 Heinz – "Country Boy" b/w "Long Tall Jack" (đĩa đơn) - 1963 Heinz – Live It Up (EP: "Live It Up"; "Don't You Understand"; "When Your Loving Goes Wrong") - 1963 Houston Wells – "Only The Heartaches" (đĩa đơn) - 1963 Dave Adams – "Like A Bird Without Feathers" (mặt B của đĩa đơn) - 1963 Dave Adams – "You Made Me Cry" (mặt B của đĩa đơn) - 1963 Jenny Moss – "Hobbies" b/w "Big Boy" (đĩa đơn) - 1963 Geoff Goddard – "Sky Men" b/w "Walk With Me My Angel" (đĩa đơn) - 1963 Pamela Blue – "My Friend Bobby" b/w "Hey There Stranger" (đĩa đơn) - 1963 Gunilla Thorne – "Go on Then" (mặt B của đĩa đơn) - 1963 Joe Meek Orchestra – "The Kennedy March" (đĩa đơn) - 1964 The Outlaws – "Keep A Knockin'" b/w "Shake With Me" (đĩa đơn) - 1964 The Outlaws – "The Bike Beat Part 1" b/w "The Bike Beat Part 2" (đĩa đơn) - 1964 Glenda Collins – "Baby It Hurts" b/w "Nice Wasn't It" (đĩa đơn) - 1964 Glenda Collins – "Lollipop" b/w "Evrybody's Got To Fall in Love" (đĩa đơn) - 1964 The Sharades – "Boy Trouble" (mặt B của đĩa đơn) - 1964 Andy Cavell – "Tell The Truth" (đĩa đơn) - 1964 Davy Kaye – "A Fool Such As I" (đĩa đơn) - 1964 Houston Wells – "Galway Bay" b/w "Living Alone" (đĩa đơn) - 1964 Houston Wells & The Marksmen – Ramona (EP: "Ramona"; "Girl Down The Street"; "I Wonder Who's Kissing Her Now"; "Nobody's Child") - 1964 Heinz – "You Were There" b/w "No Matter What They Say" (Single) - 1964 Heinz – "Please Little Girl" b/w "For Lovin' Me This Way" (Single) - 1964 Heinz – "Questions I Can't Answer" b/w "The Beating Of My Heart" (đĩa đơn) - 1964 Valerie Masters – "Christmas Calling" b/w "He Didn't Fool Me" (đĩa đơn) - 1965 The Outlaws – "Only For You" (mặt B của đĩa đơn) - 1965 Michael Cox – Michael Cox in Sweden (EP: "I've Been Thinking"; "Is This Lonesome Old House") - 1965 Glenda Collins – "Johnny Loves Me" b/w "Paradise For Two" (đĩa đơn) - 1965 Glenda Collins – "Thou Shalt Not Steal" b/w "Been Invited To A Party" (đĩa đơn) - 1965 Heinz – "Digging My Potatoes" b/w "She Ain't Coming Back" (đĩa đơn) - 1965 Heinz – "Don't Think Twice It's All Right" b/w "Big Fat Spider" (đĩa đơn) - 1965 Heinz – "End Of The World" b/w "You Make Me Feel So Good" (đĩa đơn) - 1965 Heinz – "Heart Full Of Sorrow" b/w "Don't Worry Baby" (đĩa đơn) - 1965 Screaming Lord Sutch – "The Train Kept A Rollin'" b/w "Honey Hush" (Sđĩa đơn) - 1965 Richie Blackmore Orchestra – "Getaway" b/w "Little Brown Jag" (đĩa đơn) - 1965 The Tornados – "Early Bird" b/w "Stomping Through The Rye" (đĩa đơn) - 1965 Jess Conrad – "It Can Happen To You" (mặt B của đĩa đơn) - 1965 The Lancasters – "Satan's Holiday" b/w "Earthshaker" (đĩa đơn) - 1965 The Sessions – "Let Me In" b/w "Bouncing Bass" (đĩa đơn) - 1966 Heinz – "Movin' In" b/w "I'm Not A Bad Guy" (đĩa đơn) - 1966 Ronnie Jones – "My Only Souvenir" b/w "Satisfy My Soul" (đĩa đơn) - 1966 Soul Brothers – "Goodbye Babe, Goodbye" (đĩa đơn) - 1968 Neil Christian & The Crusaders – "My Baby Left Me" b/w "Yakkety Yak" (đĩa đơn) - 1968 Boz – "I Shall Be Released" b/w "Down in the Flood" (đĩa đơn) - 1968 Sundragon – "Five White Horses" (đĩa đơn) - 1968 Sundragon – Green Tambourine ("I Want To Be A Rock'n'roll Star", "Peacock Dress", "Love Minus Zero") - 1968 Anan – "Madena" b/w "Standing Still" (đĩa đơn) | - 1963 Chad Carson – "A Fool in Love"; "Jesse James" - 1963 Dave Adams – "It Feels Funny, It Feels Good"; "You Just Can't Do It on Your Own"; "Clean, Clean, Clean"; "The Birds and the Bees"; "Don't Put All Your Eggs in One Basket"; "Oh What A Party"; "Let Me In"; "They're All Up To It"; "Signs And Posters"; "Out Behind The Barn"; "There's Something at the Bottom of the Garden"; "The Bathroom" - 1963 Gene Vincent & The Outlaws – "Dance to the Bop"; "High Blood Pressure"; "Baby Blue", "Blue Jean Bop"; "Lotta Lovin'"; "Crazy Beat"; "Rip It Up"; "Frankie & Johnny"; "Another Saturday Night"; "I'm Gonna Catch Me A Rat"; "Long Tall Sally" (những bài trên được thu trực tiếp) - 1963 Jenny Moss – "Please Let It Happen To Me"; "My Boy Comes Marching Home" - 1964 Kim Roberts – "Love Can't Wait"; "Mr. Right" - 1964 Houston Wells – "We'll Remember You" - 1965 The Outlaws – "As Long As I Live" (thu trực tiếp) - 1965 Glenda Collins – "Sing C' Est La Vie"; "Run To Me"; "Self Portrait" - 1989 Ritchie Blackmore – Rock Profile Vol. 1 - 1991 Ritchie Blackmore – Rock Profile Vol. 2 - 1991 The Derek Lawrence Sessions Take 1 - 1992 The Derek Lawrence Sessions Take 3 - 1994 Heinz – Dreams Do Come True – The 45's Collection - 1994 Ritchie Blackmore – Take It! Sessions 63/68 - 1995 It's Hard to Believe It: The Amazing World of Joe Meek - 1998 Ritchie Blackmore – Anthology Vol.1 - 1998 Ritchie Blackmore – Anthology Vol.2 - 2002 Joe Meek – The Alchemist of Pop: Home Made Hits and Rarities 1959–66 - 2005 Ritchie Blackmore – Getaway – Groups & Sessions - 2008 Houston Wells – Then & Now: From Joe Meek To New Zealand - Green Bullfrog (1972) – một buổi ghi nháp cố định do nhà sản xuất Derek Lawrence tổ chức, thu âm từ tháng 2 đến tháng 5 năm 1970, có sự tham gia của Big Jim Sullivan, Albert Lee và Ritchie Blackmore - Screaming Lord Sutch & Heavy Friends – Hands of Jack the Ripper (1972) – thu trực tiếp tại Luân Đôn vào năm 1970, một buổi hòa nhạc cố định có sự tham gia của các nhạc công từng hợp tác với Sutch - Randy, Pie & Family – Hurry to the City"/"Looking with Eyes of Love (1973) – Blackmore fcó mặt trong bìa A của đĩa đơn - Adam Faith – I Survive (1974) – Blackmore thể hiện phần intro của bài tiêu đề - Jack Green – Humanesque (1980) – Blackmore diễn bài "I Call, No Answer" - Rock Aid Armenia (1990) – Blackmore là một trong những nghệ sĩ solo có mặt trong màn diễn "Smoke on the Water" năm 1990, tái thu âm để quyên tiền giúp những nạn nhân của vụ động đất ở Armenia năm 1988 - Laurent Voulzy – Caché Derrière (1992) – Blackmore diễn solo trong bài "Guitare héraut" - Twang! A Tribute To Hank Marvin & The Shadows (1996) – Blackmore diễn trong bài "Apache" - Sweet – All Right Now (1996) – thu trực tiếp năm 1976, Blackmore diễn trong bài "All Right Now" - Pat Boone – In a Metal Mood: No More Mr. Nice Guy (1997) – Blackmore diễn trong bản cover bài "Smoke On The Water" cùng với Dweezil Zappa - Geyers Schwarzer Haufen – Live '99 (1999) – Blackmore diễn bài "Göttliche Devise", một bài tặng kèm từ album - Geyers Schwarzer Haufen – Historock Lästerzungen (2004) – Blackmore diễn bài "God's Gospel" - William Shatner – Seeking Major Tom (2011) – Blackmore và Candice Night làm khách mời trong bản cover bài "Space Oddity" của David Bowie - William Shatner – The Blues (2020) - Blackmore và Candice Night làm khách mời trong bản cover "The Thrill Is Gone" của B. B. King |